# 羅茲坦尼亞
48°0′31″N 34°15′1″E / 48.00861°N 34.25028°E
羅茲坦尼亞（烏克蘭語：Розтання）是烏克蘭中部的村莊，隸屬第聶伯羅彼得羅夫斯克州的第聶伯羅區。該村分別距離漢諾-穆西伊夫卡2公里和伊韋爾斯凱2.5公里，海拔高度103米，2001年人口176。